# Fator de estiva
Define-se como fator de estiva (também chamado coeficiente de estiva) a relação entre o volume ocupado e o peso de uma determinada carga. Em termos teóricos é a inversa do peso específico de uma mercadoria, mas este fator inclui a perda de espaço entre volume e volume para cargas gerais ou entre grão e grão para graneis; por isso, o fator de estiva tem um valor maior que a cifra da inversa do peso específico da mercadoria.
O fator de estiva de um produto varia em função de múltiplas variáveis. Por exemplo, em grãos, o conteúdo de humidade, a procedência ou a variedade vegetal de que se trate; em fardos ou balas (fardos de algodão ou lã), das características da cada máquina enfardadora.
{\displaystyle F_{e}={\frac {Volume}{Peso}}}
ó
{\displaystyle F_{e}={\frac {V}{P}}}

## Em transporte marítimo
Em transporte marítimo o conceito de fator de estiva cobra especial relevância pela seguinte equivalência:
1 tonelada de água doce ocupa 1 metro cúbico de volume. Dito de outra maneira o fator de estiva da água doce é
{\displaystyle Fe=1{\frac {m^{3}}{Tm}}}
ou aproximadamente
{\displaystyle Fe=36{\frac {p^{3}}{LTon}}}
Segundo empregue-se o sistema métrico decimal ou o sistema inglês ter-se-á o Fator de estiva em metros cúbicos por tonelada métrica ou pés cúbicos por tonelada inglesa.
Dado que os fretes marítimos calculam-se por peso ou volume segundo o que resulte maior, a equivalência descrita mais acima serve de referência para considerar se uma carga se tarifa por peso ou por volume.
Toda a carga cujo fator de estiva seja superior a 1 ou 36 (no sistema métrico ou inglês, respectivamente) será considerada carga de volume, porque ocupa um volume maior do que ocuparia seu peso em água.

### Fator de estiva ideal
Denomina-se fator de estiva ideal para uma determinada embarcação ao fator de estiva que deveria ter uma mercadoria ideal que conseguisse completar a totalidade dos espaços de carga fazendo que o navio atinja a sua vez seu calado máximo.
{\displaystyle Fei={\frac {Vtc}{PN}}}
Onde:
- Fei = Factor de estiva ideal.
- Vtc = Volume total dos espaços de cargas.
- PN = Porte neto da embarcação

## Em transporte aéreo
Em transporte aéreo, no entanto, utiliza-se o coeficiente de estiva aérea ou coeficiente de estiva IATA, que faz que 6.000 cm3 de volume de uma mercadoria equivalham a 1 kg do chamado «peso de volume», Pv
{\displaystyle Pv={\frac {a*b*c}{6.000}}}
Onde: a, é a longitude máxima exterior do volume em cm; b, é a largura máxima exterior do volume em cm; e c, é a altura máxima exterior do volume, em cm.
Quando uma mercadoria chega ao aeroporto se pesa na báscula e se obtém seu «peso báscula» ou peso real. Por outra parte, se cubica e divide-se pelo coeficiente IATA, com o que se obtém seu «peso de volume». Comparam-se os dois e o maior converte-se em «peso tarifário», é ao que se lhe aplicam as tarifas. Assim, o «peso tarifário» está relacionado com a natureza pesada ou ligeira da carga e se obtêm fretes razoavelmente mais baixos para mercadoria ligeira.